# Gravedona
Gravedona là một đô thị ở tỉnh Como trong vùng Lombardia, có cự ly khoảng 80 kilômét (50 mi) về phía bắc của Milano và khoảng 40 kilômét (25 mi) về phía đông bắc của Como. Tại thời điểm ngày 31 tháng 12 năm 2004, đô thị này có dân số 2.669 người và diện tích là 6,2 km².. Đô thị này có một bến cảng nhỏ và nhìn ra hồ Como.
Đô thị Gravedona có các frazioni (các đơn vị trực thuộc, chủ yếu là các làng) Negrana, San Carlo, Segna, Trevisa, và Traversa.
Gravedona giáp các đô thị: Colico, Consiglio di Rumo, Domaso, Dosso del Liro, Peglio.